# Уилби, Джеймс
Джеймс Уилби (англ. James Wilby; род. 12 ноября 1993, Глазго) — британский пловец. Чемпион мира 2019 года в эстафете. Чемпион Европы 2021 года в эстафете. Серебряный призёр Олимпийский игр 2020 в Токио. Серебряный призёр Чемпионата Европы (2018).

## Карьера
4 августа 2018 года стал серебряным призёром на Чемпионате Европы на дистанции 100 метров брассом с третьим результатом за всю историю плавания 58.54.
6 августа 2018 года вновь стал серебряным призёром чемпионата Европы на дистанции 200 метров брассом.
На чемпионате мира 2019 года в корейском Кванджу, 22 июля, завоевал серебряную медаль на дистанции 100 метров брассом, уступил победителю 1,32 секунды.
В мае 2021 года на чемпионате Европы, который состоялся в Венгрии в Будапеште, британский спортсмен на дистанции 100 метров брассом завоевал бронзовую медаль, показав время 58,58 секунды.